# Torre la Ribera
Torre la Ribera är en kommun i Spanien.   Den ligger i provinsen Provincia de Huesca och regionen Aragonien, i den nordöstra delen av landet, 400 km nordost om huvudstaden Madrid. Antalet invånare är 117. Arean är 32 kvadratkilometer. Torre la Ribera gränsar till Bisaurri, Laspaúles, Beranuy, Isábena och Valle de Lierp. 
Terrängen i Torre la Ribera är huvudsakligen kuperad, men åt nordväst är den bergig.